# 清月
株式会社清月（せいげつ）は、北海道北見市に本拠を置く菓子製造販売業者。

## 主な商品
代表的な商品は、サイロのイラストをパッケージにあしらったチーズケーキ「赤いサイロ」である。当社がスポンサーを務めるカーリングチーム「ロコ・ソラーレ」が2018年平昌オリンピックに女子カーリング日本代表として出場した際、選手たちが試合中のハーフタイム時に「赤いサイロ」を食べていたことから注目され、チームの活躍もあって注文が殺到し、一時製造が追いつかない事態となった。
- 赤いサイロ
- バウムラスク
- 薄荷羊羹
- 蝦夷めぐり
- ひらけごま
- 3時だよ
- バームクーヘン
- 飲む羊羹 ICHIZU[3]

## 沿革
創業者の渡辺正重は、関西での菓子修行を終えて故郷の北見に戻って清月を開店した。
- 1935年（昭和10年）：「清月菓子舗」として開店し、「薄荷羊羹」が店頭に並ぶ[4]。
- 1946年（昭和21年）：法人化[4]。
- 1996年（平成08年）：「赤いサイロ」販売開始[4]。
- 2008年（平成20年）：「バウムラスク」販売開始[4]。
- 2010年（平成22年）：「バウムラスク」の製造特許取得[4]。
- 2015年（平成27年）：新ブランド「きたみあずき屋」立ち上げ[5]。

## 店舗
- 一番街本店 - 北見市北1条西1丁目
- 屯田支店 - 北見市とん田西226-1

このほかにネットショップも展開する。

## 受賞
- 『OMOTENASHI Selection』2016年度商品部門「きたみあずき屋」[6]
- 『北海道地方発明表彰』北海道知事賞「バウムラスク」[7]